# Podlesie (Białobrzegi)
Pour les articles homonymes, voir Podlesie.
Podlesie (prononciation : [pɔdˈlɛɕɛ]) est un village polonais de la gmina de Radzanów dans le powiat de Białobrzegi de la voïvodie de Mazovie dans le centre-est de la Pologne.
Le village possède approximativement une population de 100 habitants en 2006.

## Histoire
De 1975 à 1998, le village appartenait administrativement à la voïvodie de Radom.